# Pilbock
Pilbock (Gracilia minuta) är en skalbaggsart som först beskrevs av Fabricius 1781.  Pilbock ingår i släktet Gracilia och familjen långhorningar.
Artens utbredningsområde är:
- Luxemburg.
- Corsica.
- Frankrike.
- Portugal.
- Ukraina.
- Uruguay.

Arten förekommer tillfälligt i Sverige, men reproducerar sig inte. Inga underarter finns listade i Catalogue of Life.

## Bildgalleri

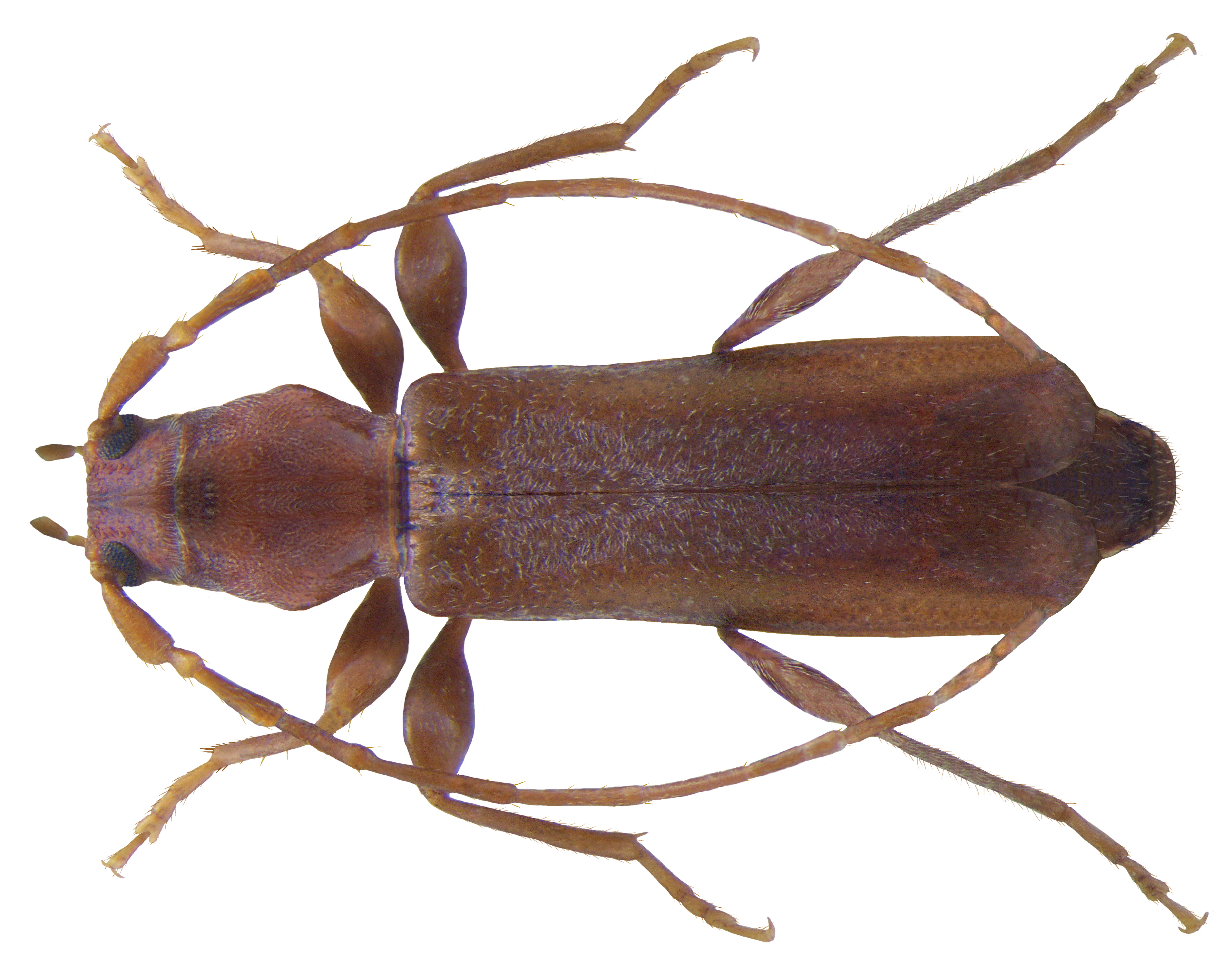
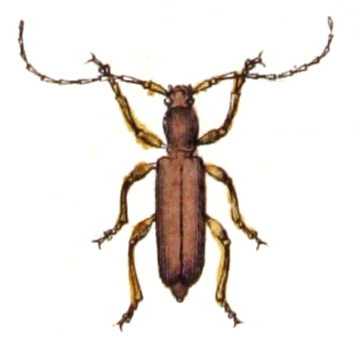